# Hylemera roseidaria
Hylemera roseidaria là một loài bướm đêm trong họ Geometridae.